# Barbara Butch
Leslie Barbara Butch, artisticamente conhecida como Barbara Butch, é uma disc jockey e ativista lésbica francesa. Ela faz campanha pela aceitação de corpos gordos e fez o curta Extra Large. Ela foi premiada com o prêmio Out d'or, 2021, na categoria "Personalidade LGBTI do ano" pela Associação Francesa de Jornalistas LGBTI.
Nos Jogos Olímpicos de 2024, participou da cerimônia de abertura, com uma performance musical, que motivou críticas da extrema-direita francesa.